# Michael McCrary
Michael Curtis McCrary (Vienna, 7 luglio 1970) è un ex giocatore di football americano statunitense che ha militato nel ruolo di defensive end nella National Football League (NFL).

## Carriera
Nel Draft NFL 1993, McCrary fu scelto dai Seattle Seahawks nel corso del settimo giro (170º assoluto). Vi giocò per quattro stagioni come defensive end di riserva e negli special team prima di lasciare la squadra dopo la stagione 1996 in cui mise a segno l'allora primato personale di 13,5 sack.
McCrary divenne il defensive end titolare dei Baltimore Ravens durante la stagione 1998 giocando accanto al defensive end sinistro, Rob Burnett, i defensive tackle veterani, Tony Siragusa e Keith Washington e la riserva Mike Frederick. Nel 1998, McCrary guidò la squadra con 14,5 sack, finendo secondo in tackle. Fu così convocato per il suo primo Pro Bowl assieme a cinque compagni dei Ravens, Bennie Thompson, Peter Boulware, Jermaine Lewis, Ray Lewis e Jonathan Ogden. Nel 2000 vinse il Super Bowl XXXV come membro di una delle difese più forti della storia. Al 2020 è il terzo nella lista di tutti i tempi per sack in carriera dei Ravens dietro a Terrell Suggs (125 sack) e Peter Boulware (70). Si ritirò a causa di vari infortuni dopo la stagione 2002.

## Palmarès

### Franchigia
- Super Bowl : 1

Baltimore Ravens: Super Bowl XXXV
- American Football Conference Championship: 1

Baltimore Ravens: 2000

### Individuale
- Convocazioni al Pro Bowl: 2

1998, 1999